# Nethinius elegans
Nethinius elegans là một loài bọ cánh cứng trong họ Cerambycidae.